# Köhlbrandbrücke
De Köhlbrandbrücke is een brug voor het wegverkeer over een zuidelijke zijarm van de Elbe in het havengebied van Hamburg. De brug verbindt sinds 1974 het havengebied met Bundesautobahn 7. Het bouwwerk overbrugt met 325 meter de Köhlbrand, een zijtak van de Elbe, op een hoogte van 53 meter.
Met haar totale lengte van 3618 meter is zij de op een na langste wegverkeersbrug van Duitsland.
Bij haar opening in 1974, en tot 1986, was zij de langste tuibrug ter wereld
Aangezien de brug louter voor het havenverkeer is gebouwd, vindt men geen wegwijzers die specifiek naar deze brug verwijzen.

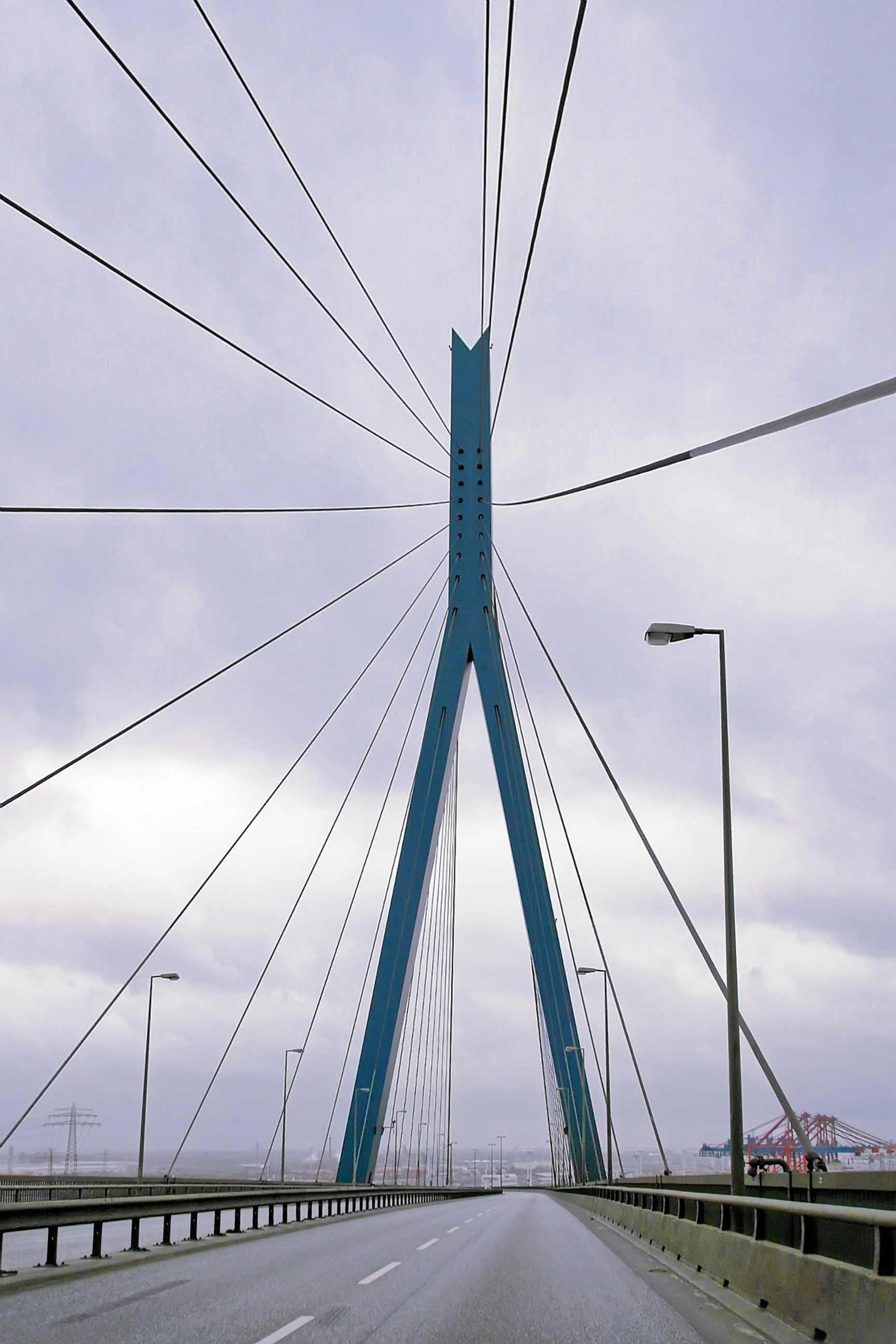
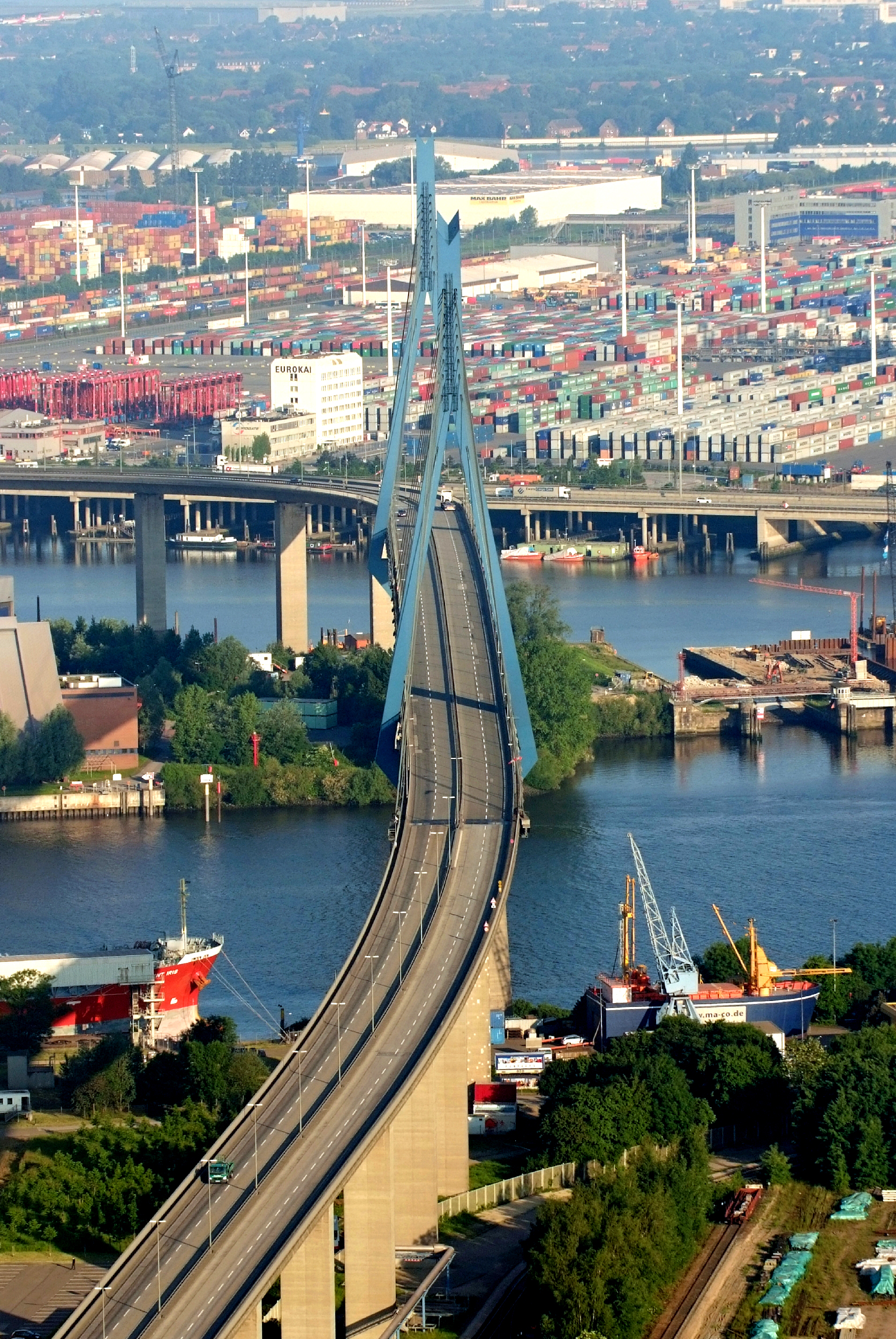
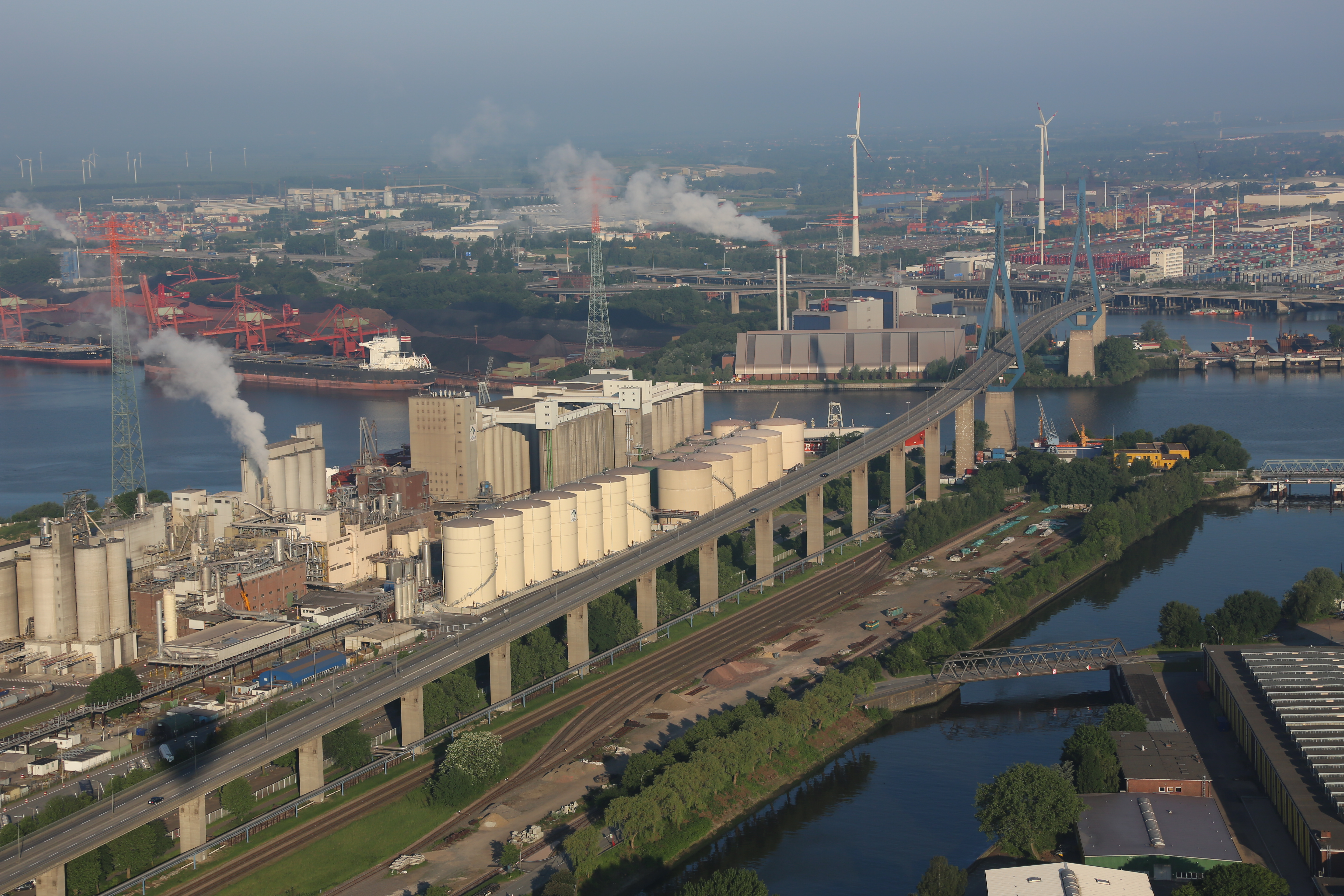